# Ражева, Альбина Борисовна
Альбина Борисовна Ражева (род. 14 ноября 1994 года) — российская профессиональная баскетболистка, играет на позиции форварда. Чемпион и обладатель Кубка Бельгии 2019 года, двукратный чемпион и обладатель Кубка России 2023 и 2024 годов в составе УГМК, двукратный обладатель Суперкубка 2022 и 2023 годов.

## Карьера

### Клубная
Родилась 14 ноября 1994 года в Пензе, где и начала заниматься баскетболом.
Первые шаги в баскетбольной элитной Премьер-лиге — высшем дивизионе российского женского баскетбола Альбина делала в «Вологде-Чеваката», затем выступала за видновскую «Спарту энд К», после — за московское «Динамо».
В 2018 году подписала контракт с бельгийским «Касторс Брен», в составе которого стала чемпионкой и обладательницей Кубка Бельгии в 2019 году.
Вернувшись в Россию, играла за оренбуржскую «Надежду» и сыктывкарскую «Нику». В 2021 году вновь уехала в заграничный чемпионат, на сей раз в Венгрию в БК «Дьор».
В 2022 году присоединилась к екатеринбургскому «УГМК», с которым выиграла два суперкубка России, два Кубка России и два чемпионства.
С лета 2024 года игрок БК «Самара». За команду она провела 16 матчей в Премьер-лиге и Кубке России, в среднем набирая 11,4 очка и делая 4,9 подбора. Покинула клуб в декабре 2024 года.

### Сборная
Приглашалась в различные молодёжные сборные страны для участия в международных соревнованиях. Является победителем первенства Европы U16 (2010 год). Серебряный призер первенства Европы U18 (2012 год, включена в символическую пятерку турнира). Принимала участие в чемпионате Европы U18 (2011 год) и U20 (2014 год), чемпионате мира U19 (2013 год).
В составе первой национальной сборной России принимала участие в квалификации к Евробаскету-2021.

## Достижения
Клубы
- Включена в символическую пятерку Молодежного чемпионата России (2014).
- Бронзовый призер Восточно-Европейской лиги, включена в символическую пятерку турнира (2018).
- Бронзовый призер Кубка России (2019/2020, включена в символическую пятерку турнира).
- Чемпион и обладатель Кубка Бельгии (2019).
- Серебряный призер чемпионата России (2022).
- Вице-чемпион Всероссийской спартакиады (2022).
- Обладатель Суперкубка России (2022, 2023).
- Двукратный чемпион и обладатель Кубка России (2022/2023 и 2023/2024).